# Franz Arnold Sinning
Franz Arnold Sinning (* 12. Februar 1858 in Dörnhagen (Landkreis Kassel); † 11. Mai 1902 in Helmshausen (Schwalm-Eder-Kreis)) war ein deutscher Gutsbesitzer und Abgeordneter des Provinziallandtages der Provinz Hessen-Nassau.

## Leben
Franz Arnold Sinning wurde als Sohn des Abgeordneten Arnold Sinning und dessen Ehefrau Anna Martha Keim geboren. Er absolvierte ein Studium der Rechtswissenschaften an der Philipps-Universität Marburg, wo er Mitglied der Burschenschaft Alemannia Marburg war. 1884 kam er nach Helmshausen, um den elterlichen Gutshof zu übernehmen. 1899 erhielt er in indirekter Wahl einen Sitz im Kurhessischen Kommunallandtag des Regierungsbezirks Kassel, aus dessen Mitte er zum Abgeordneten des Provinziallandtages der Provinz Hesse-Nassau bestimmt wurde. Er war hier Mitglied des Hauptausschusses und blieb bis zu seinem Tode in den Parlamenten. 
Der Abgeordnete Carl Sinning (1850–1923) war sein Bruder.